# MACGYVER/マクガイバー
『MACGYVER/マクガイバー』（原題: MacGyver）は、2016年9月23日から2021年4月30日までCBSで放送されていたアメリカ合衆国のテレビドラマシリーズ。80年代のTVドラマ『冒険野郎マクガイバー』のリブート版である。豊富な科学知識と機転を利かせてあらゆるミッションを遂行していく主人公アンガス・マクガイバーの活躍を描いた痛快アクションアドベンチャー。アメリカでは2020年にシーズン4が放送された。2021年4月8日、同年4月30日に放送を終了する事を発表。全5シーズン、94話で完結した。
日本ではスーパー!ドラマTVにて2017年6月14日からシーズン1の放送がスタートしている。2017年10月7日にはBSのDlifeでも放送が開始され、GLAY の曲がエンディングテーマになっている。シーズン2の日本初放送はスーパー!ドラマTVでの2018年8月8日。Dlifeでは2019年7月7日から放送されている。

## あらすじ

### シーズン1
アンガス・マクガイバー（ルーカス・ティル）は、ルームメイトのボーザー（ジャスティン・ハイアーズ）にはシンクタンク勤務と伝えているが、実は、秘密組織で危険な任務に就く敏腕エージェント。上司のソーントン（サンドリーヌ・ホルト）、相棒のジャック（ジョージ・イーズ）、そして刑務所からスカウトした天才ハッカーのライリー（トリスティン・メイズ）と共に、身近な日用品などを利用して絶体絶命のピンチを切り抜けながら、あらゆる事件を解決していく。

## キャスト

### メイン
“マック”アンガス・マクガイバー
演 - ルーカス・ティル、日本語吹替 - 宮野真守
表向きはシンクタンク勤務だが、実はアメリカ合衆国政府の秘密組織のエージェント。マサチューセッツ工科大学を中退してアメリカ陸軍に志願し入隊、アフガニスタンにて爆発物処理班として勤務した後、諜報機関のエージェントとして活躍する。銃を携帯せず、代わりにスイスアーミー・ナイフを持ち歩く。科学知識と天才的発想を基に、アーミーナイフと身近な日用品を利用して、ピンチを切り抜ける。愛称は「マック」で、ファーストネームの「アンガス」はよく「変な名前」と言われている。
ジャック・ダルトン
演 - ジョージ・イーズ、日本語吹替 - 土田大（シーズン1第1～シーズン3第14話）
元米陸軍特殊部隊デルタフォース所属で、アフガニスタンでマクガイバーとペアを組むことになって知り合った。元CIAエージェントでもあり、マクガイバーと共に現場に出向く頼りになる相棒。マクガイバーとは対照的に銃撃技術に長けており、チームの中では用心棒的な存在。
おしゃべりで、よく80～90年代の映画に例えて話をする。
シーズン3第13話で、かつて自分が殺害したと思っていたテロリストのチベリウス・コヴァッチが生きているという知らせを受け、コヴァッチ追跡のためにかつて所属していたデルタ・フォースなどの隊員のチームに戻ることとなり、フェニックス財団を離れた。
“デジィ”デジレー・グエン
演 - レヴィ・トラン、日本語吹替 - 花村さやか（シーズン3第第15話～ ）
ジャックの後任。ジャックに「借りがある」ということでジャックの頼みを引き受けてフェニックス財団の活動に加わる。ジャックと同様に格闘技や銃器の扱いに優れているが、ジャックとは対照的にあまりチームメンバーとの友人のような付き合いは好まず（仲間を失うことに対する恐れから距離を置こうとしている）、また自分のことに関してあまり語ろうとしない。
ライリー・デイヴィス
演 - トリスティン・メイズ、日本語吹替 - 永宝千晶
天才ハッカー。ジャックの元交際相手ダイアン（マイケル・ミシェル、声：安藤麻吹）の娘で幼少時代から知っておりジャック自身も娘の様に思っている。違法ハッキングで逮捕され服役していたところをマクガイバー達に引き抜かれ、仮釈放・保護観察の条件としてチームでIT分析官になる。
ウィルト・ボーザー
演 - ジャスティン・ハイアーズ、日本語吹替 - 安田裕
マクガイバーの幼なじみでルームメイト。マクガイバーの本当の仕事を知らされておらず、ジャックもライリーもマクガイバーと一緒にシンクタンクで働いていると信じていたが、殺し屋マードックがマクガイバー暗殺の為、自宅を襲撃した際に事実を聞かされる。趣味で自主制作映画を撮っており、作品に使われるフェイスマスクを自作するのが得意である。ライリーに好意を持っているが、相手にされない。
マスクの制作など手先の器用さを買われてフェニックス財団のラボで仕事をするようになる。第2シーズンで現場諜報員としての試験を受け合格、以後は現場にも出るようになる。
パトリシア・ソーントン
演 - サンドリーヌ・ホルト、日本語吹替 - 日野由利加（シーズン1第1～12話）
マクガイバーが所属する組織の局長。かつて現場のエージェントとして活躍した経験を持ち、冷静沈着で頼れる女性上司。時には無謀と思えるマクガイバーたちの暴走を抑える。第12話にて二重スパイの容疑で逮捕され組織を追放される。
マティ・ウェバー
演 - メレディス・イートン、日本語吹替 - 小宮和枝（シーズン1第13話～）
ソーントン本部長の後任である女性上司。ジャックとはCIAエージェント時代のチェチェンでの任務で確執があった模様だが、その話題に関してはお互いに詳しく語らない。最初はマクガイバーのやり方であるぶっつけでの任務をよく思っていないが徐々に理解してくれる。

### セミレギュラー
マードック
演 - デヴィッド・ダストマルチャン、日本語吹替 - 吉見一豊（シーズン1第8話～ ）
凄腕の殺し屋。殺しの仕事中「唯一自分を退けた男」としてマクガイバーに執着するようになり、以後はマクガイバーをファーストネームの「アンガス」で呼び、マクガイバーを殺せる機会があっても殺さず、代わりに彼の周りの人を襲ったり、人質を取ってマクガイバーに協力を強要するなどしている。
何度かマクガイバー達に捕らえられているが、脱獄を繰り返している。息子がいて本気の愛情を抱いており、それがマードック唯一の弱点にして人間性の証明と言える。
ジェームズ・マクガイバー
演 - テイト・ドノヴァン、日本語吹替 - 内田直哉（シーズン2第23話～ ）
アンガス・マクガイバーの実父。マクガイバーが12歳のときに失踪していた。実はフェニックス財団の監査の地位で、マティやマクガイバーの上司となっていた。マティは、禁じられているため直接マクガイバーに父のことを教えられなかったが、父のヒントとなる品を密かにマクガイバーに送っていた。シーズン2最終話でマクガイバーと対面。マクガイバーは正体を隠していた父を信じられず一時フェニックス財団を離れるがその後戻り、徐々に父子の絆を取り戻していく。後にガンに冒されていることが判明する。

## 用語
フェニックス財団
前身はDXSという組織。表向きは研究機関（シンクタンク）だが、実体はアメリカ政府の非公式諜報組織。そのため軍やCIAなどアメリカ公式の機関ができない任務を請け負っている。

## エピソード一覧

### シーズン一覧
| シーズン | シーズン | エピソード | 米国での放送日                | 米国での放送日                |
| シーズン | シーズン | エピソード | 初回                          | 最終回                        |
| -------- | -------- | ---------- | ----------------------------- | ----------------------------- |
|          | 1        | 21         | 2016年9月23日                 | 2017年4月14日                 |
|          | 2        | 23         | 2017年9月29日                 | 2018年5月4日                  |
|          | 3        | 22         | 2018年9月28日                 | 2019年5月10日                 |
|          | 4        | 13         | 2020年2月7日                  | 2020年5月8日                  |
|          | 5        | 15         | 2020年12月4日                 | 2021年4月30日                 |
| トータル | トータル | 94         | 2016年9月23日 – 2021年4月30日 | 2016年9月23日 – 2021年4月30日 |

### シーズン1 (2016年 - 2017年)
- 日本初放送日：2017年6月14日 -

| 通算 | 話数 | タイトル             | 原題             | 監督                               | 米国放送日     | 視聴者数 (万人) |
| --- | ---- | -------------------- | ---------------- | ---------------------------------- | -------------- | --------------- |
| 1 | 1    | 新たなる旅立ち       | The Rising       | ジェームズ・ワン                   | 2016年9月23日  | 1,090           |
| 科学知識を武器に次々にミッションを遂行していくアンガス・マクガイバーは、上司である組織の局長ソーントンの下で、元デルタフォースで頼りになる相棒のジャック、分析官で恋人のニッキの協力を得て、ある金庫室へ潜入捜査するが、見事作戦が成功したと思った矢先に、敵に遭遇して銃撃されてしまう。 |      |                      |                  |                                    |                |                 |
| 2 | 2    | メタルソー           | Metal Saw        | ジェリー・レヴィン                 | 2016年9月30日  | 907             |
| 新たに結成された秘密組織フェニックス財団のメンバーはマクガイバー、ジャック、ソーントン、そして刑務所からスカウトした天才ハッカーのライリー。最初の任務はベネズエラでスパイ容疑をかけられ拘束された米国人女性記者でジャックの友人でもあるサラ・アドラー（エイミー・アッカー）の救出だった。 |      |                      |                  |                                    |                |                 |
| 3 | 3    | アウル               | Awl              | マット・アール・ビーズレイ         | 2016年10月7日  | 809             |
| マクガイバーたちは、D77と呼ばれるテロ集団の襲撃計画を阻止するため、マレーシアのラブアン島に潜伏する資金運用係のラルフを追うことになる。チームは厳重な警備で守られたラルフの邸宅への潜入に成功するが、逃走途中に銃撃を受ける。 |      |                      |                  |                                    |                |                 |
| 4 | 4    | ワイヤカッター       | Wire Cutter      | ジョー・ダンテ                     | 2016年10月14日 | 744             |
| マクガイバーたちは、ソーントンの指示で潜入捜査をしていたバニスター捜査官に捜査協力する。冷戦の再開をもくろむロシア人の元特殊部隊大佐シフチェンコを追っていた彼女はシフチェンコ大佐の武器庫で旧ソ連時代の核弾頭を発見していた。一方、マクガイバーの自宅に元カノのペニー・パーカーが訪ねてくる。 |      |                      |                  |                                    |                |                 |
| 5 | 5    | ポケットナイフ       | Toothpick        | ボビー・ロス                       | 2016年10月21日 | 795             |
| マクガイバーたちは、ソーントンから緊急指令で、ドイツで航空宇宙事業を経営するエリック・ウェクスラーの秘書カタリナ・ワーグナーの護衛の任務につく。ウェクスラーはアメリカの敵に武器を売っている疑いがかかっていたが、重要な証拠を握るカタリナに接触していた捜査官が殺され、彼女の身にも危険が迫っていた。 |      |                      |                  |                                    |                |                 |
| 6 | 6    | レンチ               | Wrench           | アレック・スマイト                 | 2016年10月28日 | 727             |
| マクガイバーは、爆発物処理班時代の同僚で今はFBI捜査官となったチャーリー・ロビンソンから連絡を受け、ニューヨークの国連近くの駐車場で発見された爆発物の解体を始める。高度な技術で作られた爆発物を見たマクガイバーは、爆弾魔ゴーストの仕業だと確信する。 |      |                      |                  |                                    |                |                 |
| 7 | 7    | オープナー           | Can Opener       | オマール・マダ                     | 2016年11月4日  | 759             |
| ソーントンは、新たな作戦のためにマクガイバーを囚人、そしてジャックを看守として刑務所に潜入させる。収監中の麻薬カルテルの大ボス、ホアキン・エル・ノチェ・サンコーラを脱獄させ、泳がせてカルテル撲滅を謀るためだった。任務とはいえ、服役していたライリーの心は穏やかではない。 |      |                      |                  |                                    |                |                 |
| 8 | 8    | コークスクリュー     | Corkscrew        | ジャニス・クック                   | 2016年11月11日 | 765             |
| 今回の任務は、CIAがマークしている要人暗殺事件の犯人「容疑者218」を捕まえること。男はプロの殺し屋で、その正体と素顔は謎に包まれていた。一方、ボーザーは仕事を辞めて映画を作りたいと言い出す。親友の行動を誇らしく思うマクガイバーは、自分の正体を打ち明けられないことを思い悩む。 |      |                      |                  |                                    |                |                 |
| 9 | 9    | チゼル               | Chisel           | ブラッド・タネンバウム             | 2016年11月18日 | 812             |
| マクガイバーは、自らの正体がバレたことでボーザーを傷つけてしまい、心を痛めていた。ラトビアでは「ディエヴァ・ロカ」と呼ばれるテロリストの襲撃で、多くの犠牲者が出ていた。巨大テロ組織にしようと企む首謀者のヤニス・ラパの野望を阻止するために、マクガイバーたちは現地に乗り込む。 |      |                      |                  |                                    |                |                 |
| 10 | 10   | プライヤー           | Pliers           | リー・ローズ                       | 2016年12月9日  | 742             |
| チームの新メンバーとなったボーザーも加わり、4人は休暇も兼ねてマクガイバーとボーザーの故郷ミッション・シティーに向かう。マクガイバーは、母校の生徒たちに科学の実験を見せるが、そこで静かに実験を楽しむ天才少女ヴァレリーと出会う。マクガイバーは、自分と境遇の似ているヴァレリーと親しくなるが、彼女は突然誘拐されてしまう。 |      |                      |                  |                                    |                |                 |
| 11 | 11   | シザーズ             | Scissors         | スティーヴン・ヘレク               | 2016年12月16日 | 767             |
| クリスマスが近づいているのに塞ぎ込むことが増えるライリー。ボーザーは完璧なクリスマスを用意して彼女を元気づけようとするが、彼女は突然姿をくらます。不安に思ったマクガイバーたちは、国家安全保障局がハッキングされた事件の犯人としてライリーに疑いがかかっていることを知る。 |      |                      |                  |                                    |                |                 |
| 12 | 12   | ドライバー           | Screwdriver      | クレイグ・シーベルズ               | 2017年1月6日   | 842             |
| ジャックとマクガイバーが以前ベネズエラから救出した女性サラ・アドラーが再び二人の前に現れる。彼女はジャックのCIA時代の相棒であり、恋人でもあった。現在もCIAエージェントであるサラは、ある通信を傍受したところ、そこからニッキの名前が浮上したと話すのだが…。 |      |                      |                  |                                    |                |                 |
| 13 | 13   | ラージブレード       | Large Blade      | シルヴァン・ホワイト               | 2017年1月13日  | 764             |
| カザフスタンで凶悪犯のコードネーム エルヴィスことヴィクター・ヘンリーを捕まえたジャックとマクガイバーは、シンシアが操縦する脱出用ヘリに乗り込み無事に脱出し、任務は成功する。上機嫌でライリーとボーザーに証拠写真を送るジャックだったが、ボーザーから驚きの事実を聞かされる。ソーントン局長が二重スパイだったのだ。 |      |                      |                  |                                    |                |                 |
| 14 | 14   | フィッシュスケーラー | Fish Scaler      | イーグル・エギルッソン             | 2017年2月3日   | 743             |
| 新しく着任した本部長マティ（メレディス・イートン）との面談が始まるが、マクガイバーは何とか面談を逃れようとあの手この手を使って妨害する。一方、ライリーが開発した顔認識プログラムのテスト中に、FBIの10大最重要指名手配犯であるダグラス・ビショップが見つかる。ビショップはマフィアの元幹部で、FBI捜査官を射殺した疑いで8年間逃亡していた。                                                                                            |      |                      |                  |                                    |                |                 |
| 15 | 15   | ルーペ               | Magnifying Glass | スティーヴン・ヘレク               | 2017年2月10日  | 802             |
| マクガイバーたちは、マティの指示で殺人事件の犯人を追うことになる。殺人事件の被害者は、マティの名付け子ヴァネッサで、恋人とともに殺されていた。マクガイバーたちはマティのために協力を惜しまないと彼女を励ます。捜査を始めると、残された痕跡から1968年に起きたゾディアック事件に酷似していることが分かる。 |      |                      |                  |                                    |                |                 |
| 16 | 16   | フック               | Hook             | ターニャ・マキアナン               | 2017年2月17日  | 724             |
| アルメニア系犯罪組織の一員であり、フィクサーとして殺人の証拠を消していたアーロン・デッカードは、ボスのアーミン・モーソフィアンに命じられ遺体の隠ぺいを図っていた。デッカードはスピード違反で警察に捕まったものの保釈され、現在は逃亡中だという。モーソフィアンにはこれまで、世界各地で法執行官殺害の嫌疑がかかっていた。デッカードを捕まえその証拠を入手するために、マクガイバーとジャックはルイジアナ州へと向かう。                 |      |                      |                  |                                    |                |                 |
| 17 | 17   | ルーラー             | Ruler            | アントニオ・ネグレ                 | 2017年2月24日  | 693             |
| フェニックス財団の一員となったボーザーは、映画のようなスパイ活動とは程遠い日々を送っていた。そんなボーザーにある日アムステルダムでの監視の任務が回って来る。監視の対象は議員のオリヴィア・プライアーで、彼には罪の疑いがかかっていた。同盟国へのスパイ活動は認められていないため、CIAに代わってフェニックス財団に話がきたのだ。簡単な任務で危険はないはずだが、マクガイバーはボーザーのことが心配であれこれと細かく指導するのだが…。 |      |                      |                  |                                    |                |                 |
| 18 | 18   | フラッシュライト     | Flashlight       | ジョナサン・ブラウン               | 2017年3月10日  | 773             |
| 飛行機で移動中のマクガイバーたちは、マティの指示でマグニチュード7.2の地震で甚大な被害を受けたハワイ島へ向かう。ハワイ島最大の街ヒロに到着したマクガイバーたちは、ボランティアとして働くことになる。倒壊したホテルの救助現場で、ホノルルから救援に来ていたファイブ・オーの捜査官チン（ダニエル・デイ・キム）とコノ（グレース・パク）と出会い、共に協力して生き埋めになった人たちを救出する。                                          |      |                      |                  |                                    |                |                 |
| 19 | 19   | コンパス             | Compass          | クリスティーン・ムーア             | 2017年3月31日  | 656             |
| ジャックは任務中にゴミ圧縮機の中で腕を折る大けがを負ってしまった。無線で2人のやり取りを聞いていたマティは、二人の考え方のレベルが合わないため、相棒を変えるべきではないかマクガイバーに進言する。その言葉にショックを受けるマクガイバーに追い打ちをかけるように、MIT時代の友人フランキーが事故死した知らせが入り、マクガイバーは思い出の地、ボストンへと向かう。                                                                     |      |                      |                  |                                    |                |                 |
| 20 | 20   | ホールパンチ         | Hole Puncher     | エリザベス・アレン・ローゼンバウム | 2017年4月7日   | 662             |
| フェニックス財団では、テロ集団が大規模な攻撃を計画している通信を傍受していた。さらにある殺し屋を雇って、「アーキテクト」と呼ばれる人物を狙っていることが分かるが、その殺し屋がマードックだと知ったメンバーはうんざりする。マードックの特徴を知っているのはフェニックス財団のメンバーだけだと気付いたマクガイバーは、マードックになりすます計画を立てる。                                                                             |      |                      |                  |                                    |                |                 |
| 21 | 21   | シガーカッター       | Cigar Cutter     | スティーヴン・ヘレク               | 2017年4月14日  | 657             |
| 数年前のカイロでの任務で九死に一生を得たマクガイバーとジャックは、当時の話を語ろうとはしなかった。ジャックは「カイロの日」は任務を受けないことに決めていたが、そのカイロの日にマティから呼び出されてしまう。嫌な予感を覚えつつも出勤するジャックたちは新たな仲間となるミルトン・ジト博士を紹介される。 |      |                      |                  |                                    |                |                 |

### シーズン2 (2017年 - 2018年)
| 通算 | 話数 | タイトル                      | 原題                            | 監督                         | 米国放送日     | 視聴者数 (万人) |
| ---- | ---- | ----------------------------- | ------------------------------- | ---------------------------- | -------------- | --------------- |
| 22   | 1    | 創造か死か                    | DIY or DIE                      | スティーヴン・ヘレク         | 2017年9月29日  | 669             |
| 23   | 2    | マッスルカー + クリップ       | Muscle Car + Paper Clip         | エリクソン・コア             | 2017年10月6日  | 638             |
| 24   | 3    | ルーレット盤 + ワイヤー       | Roulette Wheel + Wire           | デュエイン・クラーク         | 2017年10月13日 | 674             |
| 25   | 4    | X線 + 1セント硬貨             | X-Ray + Penny                   | ベサニー・ルーニー           | 2017年10月20日 | 677             |
| 26   | 5    | 頭蓋骨 + 電磁石               | Skull + Electromagnet           | リズ・アレン・ローゼンバウム | 2017年10月27日 | 645             |
| 27   | 6    | ジェットエンジン + トラック   | Jet Engine + Pickup Truck       | スティーヴン・ヘレク         | 2017年11月3日  | 709             |
| 28   | 7    | 粘着テープ + ジャック         | Duct Tape + Jack                | ガブリエル・ベリスタイン     | 2017年11月10日 | 727             |
| 29   | 8    | 緩衝材 + 火                   | Packing Peanuts + Fire          | ステイシー・K・ブラック      | 2017年11月17日 | 717             |
| 30   | 9    | CD-ROM + サンドを包んだホイル | CD-ROM + Hoagie Foil            | ボビー・ロス                 | 2017年12月1日  | 661             |
| 31   | 10   | 指令室 + 船                   | War Room + Ship                 | ターニャ・マキアナン         | 2017年12月8日  | 721             |
| 32   | 11   | 銃弾 + ペン                   | Bullet + Pen                    | カルロス・バーナード         | 2017年12月15日 | 687             |
| 33   | 12   | マック + ジャック             | Mac + Jack                      | ロン・アンダーウッド         | 2018年1月5日   | 783             |
| 34   | 13   | 二酸化炭素センサー + 木の枝   | CO2 Sensor + Tree Branch        | ブラッド・ターナー           | 2018年1月12日  | 814             |
| 35   | 14   | マルディグラ + 椅子           | Mardi Gras Beads + Chair        | マイケル・マルティネス       | 2018年1月19日  | 768             |
| 36   | 15   | マードック + 手錠             | Murdoc + Handcuffs              | スティーヴン・ヘレク         | 2018年2月2日   | 727             |
| 37   | 16   | ハンモック + バルコニー       | Hammock + Balcony               | イーグル・エギルッソン       | 2018年3月2日   | 693             |
| 38   | 17   | クマのワナ + マフィアのボス   | Bear Trap + Mob Boss            | スティーヴン・A・アデルソン  | 2018年3月9日   | 661             |
| 39   | 18   | ライリー + 飛行機             | Riley + Airplane                | アントニオ・ネグレ           | 2018年3月30日  | 643             |
| 40   | 19   | 紙幣 + カバン                 | Benjamin Franklin + Grey Duffle | シャラット・ラジュ           | 2018年4月6日   | 668             |
| 41   | 20   | 超高層ビル - 電力             | Skyscraper – Power              | ピーター・ウェラー           | 2018年4月13日  | 638             |
| 42   | 21   | 風 + 水                       | Wind + Water                    | マーク・マノス               | 2018年4月20日  | 627             |
| 43   | 22   | UFO + エリア51                | UFO + Area 51                   | エリクソン・コア             | 2018年4月27日  | 626             |
| 44   | 23   | マクガイバー + マクガイバー   | MacGyver + MacGyver             | スティーヴン・ヘレク         | 2018年5月4日   | 610             |

### シーズン3 (2018年 - 2019年)
| 通算 | 話数 | タイトル                                                | 原題                                | 監督                       | 米国放送日     | 視聴者数 (万人) |
| ---- | ---- | ------------------------------------------------------- | ----------------------------------- | -------------------------- | -------------- | --------------- |
| 45   | 1    | 間に合わせ                                              | Improvise                           | スティーヴン・ヘレク       | 2018年9月28日  | 577             |
| 46   | 2    | ブラボー・リード + 忠誠 + 友情                          | Bravo Lead + Loyalty + Friendship   | デュエイン・クラーク       | 2018年10月5日  | 573             |
| 47   | 3    | ボーザー + 酒 + 二度目の学生生活                        | Bozer + Booze + Back to School      | テッサ・ブレイク           | 2018年10月12日 | 616             |
| 48   | 4    | 勇気 + 燃料 + 希望                                      | Guts + Fuel + Hope                  | ピーター・ウェラー         | 2018年10月19日 | 601             |
| 49   | 5    | 死者の日 + 刺客 + 家族                                  | Dia de Muertos + Sicarios + Family  | イーグル・エギルッソン     | 2018年10月26日 | 590             |
| 50   | 6    | マードック + マクガイバー + マードック                  | Murdoc + MacGyver + Murdoc          | スティーヴン・ヘレク       | 2018年11月2日  | 606             |
| 51   | 7    | スカベンジャー + ハードディスク + ドラゴンフライ        | Scavengers + Hard Drive + Dragonfly | ガブリエル・ベリスタイン   | 2018年11月9日  | 643             |
| 52   | 8    | リベンジ + カタコンベ + ゴースト                        | Revenge + Catacombs + Le Fantome    | リリー・マライエ           | 2018年11月16日 | 620             |
| 53   | 9    | サンプル234 + 電動ファン付呼吸用保護具 + アウトブレイク | Specimen 234 + PAPR + Outbreak      | マイケル・マルティネス     | 2018年11月30日 | 628             |
| 54   | 10   | マティ + イーサン + 忠実                                | Matty + Ethan + Fidelity            | デヴィッド・ストレイトン   | 2018年12月7日  | 636             |
| 55   | 11   | マック + フォールアウト + ジャック                      | Mac + Fallout + Jack                | カルロス・バーナード       | 2019年1月4日   | 642             |
| 56   | 12   | フェンス + カバン + アメリシウム241                     | Fence + Suitcase + Americium-241    | ロン・アンダーウッド       | 2019年1月11日  | 658             |
| 57   | 13   | 大自然 + 訓練 + サバイバル                              | Wilderness + Training + Survival    | ブラッド・ターナー         | 2019年1月18日  | 690             |
| 58   | 14   | 父親 + 花嫁 + 裏切り                                    | Father + Bride + Betrayal           | アヴィ・ユアビン           | 2019年2月1日   | 696             |
| 59   | 15   | 警察犬 + 密輸団 + 新人                                  | K9 + Smugglers + New Recruit        | ガブリエル・ベリスタイン   | 2019年2月15日  | 638             |
| 60   | 16   | ライダー + 裏切り者 + 任務                              | Lidar + Rogues + Duty               | スティーヴン・ヘレク       | 2019年2月22日  | 657             |
| 61   | 17   | 種子 + 永久凍土 + 羽根                                  | Seeds + Permafrost + Feather        | アレクサンドラ・ラ・ロシュ | 2019年3月15日  | 562             |
| 62   | 18   | マードック + ヘルマン + 標的                            | Murdoc + Helman + Hit               | ロデリック・デイヴィス     | 2019年4月5日   | 557             |
| 63   | 19   | 友 + 敵 + 国境                                          | Friends + Enemies + Border          | アンディー・アーマガニアン | 2019年4月12日  | 608             |
| 64   | 20   | 危険チャレンジ + 高電圧 + 救出                          | No-Go + High-Voltage + Rescue       | イーグル・エギルッソン     | 2019年4月26日  | 554             |
| 65   | 21   | 反逆罪 + 傷心 + ガム                                    | Treason + Heartbreak + Gum          | スティーヴン・ヘレク       | 2019年5月3日   | 533             |
| 66   | 22   | メイソン + ケーブル + 選択                              | Mason + Cable + Choices             | マヤ・ヴルヴィロ           | 2019年5月10日  | 547             |

### シーズン4 (2020年)
| 通算 | 話数 | タイトル                                | 原題                                        | 監督                     | 米国放送日    | 視聴者数 (万人) |
| ---- | ---- | --------------------------------------- | ------------------------------------------- | ------------------------ | ------------- | --------------- |
| 67   | 1    | 爆発 + 灰 + 遺産 = フェニックス         | Fire + Ashes + Legacy = Phoenix             | デヴィッド・ストレイトン | 2020年2月7日  | 594             |
| 68   | 2    | レッドセル + 量子 + 低温 + 忠誠心       | Red Cell + Quantum + Cold + Committed       | デヴィッド・ストレイトン | 2020年2月14日 | 577             |
| 69   | 3    | 子供 + 飛行機 + ケーブル + トラック     | Kid + Plane + Cable + Truck                 | リリー・マライエ         | 2020年2月21日 | 583             |
| 70   | 4    | プロペラ + アセトン + セルロイド + 撃針 | Windmill + Acetone + Celluloid + Firing Pin | イーグル・エギルッソン   | 2020年2月28日 | 557             |
| 71   | 5    | サッカー + デジィ + 商人 + タイタン     | Soccer + Desi + Merchant + Titan            | デュエイン・クラーク     | 2020年3月6日  | 565             |
| 72   | 6    | 善 + 悪 + 両方 + 中間                   | Right + Wrong + Both + Neither              | ロデリック・デイヴィス   | 2020年3月13日 | 584             |
| 73   | 7    | マック + デジィ + ライリー + オーブリー | Mac + Desi + Riley + Aubrey                 | ブラッド・ターナー       | 2020年3月27日 | 672             |
| 74   | 8    | 父 + 息子 + 父 + 女リーダー             | Father + Son + Father + Matriarch           | デヴィッド・ストレイトン | 2020年4月3日  | 707             |
| 75   | 9    | コード + アルテミス + 核 + ネメシス     | Code + Artemis + Nuclear + N3mesis          | マイケル・マルティネス   | 2020年4月10日 | 638             |
| 76   | 10   | テスラ + ベル + エンジン + マック       | Tesla + Bell + Edison + Mac                 | ヤンソム・ブローウェン   | 2020年4月17日 | 644             |
| 77   | 11   | 心理作戦 + 監房 + 商人 + 鳥             | Psy-Op + Cell + Merchant + Birds            | エリクソン・コア         | 2020年4月24日 | 620             |
| 78   | 12   | 忠誠 + 家族 + 反逆者 + ミサイル         | Loyalty + Family + Rogue + Hellfire         | ゲオフ・ショッツ         | 2020年5月1日  | 589             |
| 79   | 13   | 救済 + 唯一 + ダム + 世界               | Save + The + Dam + World                    | カルロス・バーナード     | 2020年5月8日  | 577             |

### シーズン5 (2020年 - 2021年)
| 通算 | 話数 | タイトル                                                               | 原題                                                            | 監督                       | 米国放送日     | 視聴者数 (万人) |
| ---- | ---- | ---------------------------------------------------------------------- | --------------------------------------------------------------- | -------------------------- | -------------- | --------------- |
| 80   | 1    | リゾート + デジィ + ライリー + 窓ガラス用洗剤 + 目撃者                 | Resort + Desi + Riley + Window Cleaner + Witness                | アヴィ・ユアビン           | 2020年12月4日  | 490             |
| 81   | 2    | 泥棒 + 絵画 + 競売 + V486 + 正義                                       | Thief + Painting + Auction + Viro-486 + Justice                 | デュエイン・クラーク       | 2020年12月11日 | 479             |
| 82   | 3    | 日食 + USMC1856707 + 接触電位 + 鎖 + マー将軍                          | Eclipse + USMC-1856707 + Step Potential + Chain Lock + Ma       | デヴィッド・ストレイトン   | 2020年12月18日 | 472             |
| 83   | 4    | 肉まん + 固形燃料 + ドリル + 携帯 + メイソン                           | Banh Bao + Sterno + Drill + Burner + Mason                      | ピーター・ウェラー         | 2021年1月8日   | 517             |
| 84   | 5    | ジャック + 運動学 + 金庫破り + MgKNO3 + GTO                            | Jack + Kinematics + Safe Cracker + MgKNO3 + GTO                 | エリクソン・コア           | 2021年1月15日  | 499             |
| 85   | 6    | ステイホーム + マスク + 固定電話 + 望遠鏡 + 社会的距離                 | Quarantine + N95 + Landline + Telescope + Social Distance       | アンドリュー・アーン       | 2021年1月22日  | 499             |
| 86   | 7    | ゴールデン・ランスヘッド + 毒 + 棒高跳び + 血 + 荷物                   | Golden Lancehead + Venom + Pole Vault + Blood + Baggage         | デヴィッド・ストレイトン   | 2021年2月5日   | 516             |
| 87   | 8    | SOS + 危険物 + 超音波 + 周波数 + 旅行者                                | SOS + Hazmat + Ultrasound + Frequency + Malihini                | ヤンソム・ブローウェン     | 2021年2月12日  | 473             |
| 88   | 9    | 線路 + ハーケン + 滑車 + 送水管 + 塩                                   | Rails + Pitons + Pulley + Pipe + Salt                           | クリスティン・ムーア       | 2021年2月19日  | 496             |
| 89   | 10   | ダイヤ + 地震 + 炭素 + 通信 + 塔                                       | Diamond + Quake + Carbon + Comms + Tower                        | マイケル・マルティネス     | 2021年3月5日   | 450             |
| 90   | 11   | C8H7ClO + ナノ追跡装置 + 抗議デモ + モルディブ + 心理戦                | C8H7ClO + Nano-Trackers + Resistance + Maldives + Mind Games    | デヴィッド・ストレイトン   | 2021年3月26日  | 431             |
| 91   | 12   | 王族 + 結婚 + 伝統儀式 + 亜鉛 + ヘナ                                   | Royalty + Marriage + Vivaah Sanskar + Zinc + Henna              | アン・レントン             | 2021年4月2日   | 434             |
| 92   | 13   | 隠れた名車 + エンジンオイル + カーレース + 実験用マウス + タコメーター | Barn Find + Engine Oil + La Punzonatura + Lab Rats + Tachometer | ケイティー・イーストリッジ | 2021年4月9日   | 473             |
| 93   | 14   | 水 + オルトリン酸塩 + 故郷 + 腐食 + 原点                               | H2O + Orthophosphates + Mission City + Corrosion + Origins      | クリスティン・スワンソン   | 2021年4月16日  | 433             |
| 94   | 15   | 拉致 + 記憶 + 時間 + 花火 + 拡散                                       | Abduction + Memory + Time + Fireworks + Dispersal               | デヴィッド・ストレイトン   | 2021年4月30日  | 448             |